# Carlo Monti
Carlo Monti   (Milà, 24 de març de 1920 - Milà, 7 d'abril de 2016) va ser un atleta italià, especialista en curses de velocitat, que va competir durant la dècada de 1940.
El 1948 va prendre part en els Jocs Olímpics de Londres, on va guanyar la medalla de bronze en els 4x100 metres relleus del programa d'atletisme. Formà equip amb Michele Tito, Enrico Perucconi i Antonio Siddi.
En el seu palmarès també destaca una medalla de bronze en els 100 metres llisos del Campionat d'Europa d'atletisme de 1946 i vuit campionats nacionals, quatre en els 100 metres (1940, 1941, 1946, 1947) i quatre en els 200 metres (1941, 1942, 1946, 1949).

## Millors marques
- 100 metres llisos. 10.5" (1940)
- 200 metres llisos. 21.3" (1940)[2][4]